# Эфиопский национализм
Эфиопский национализм — вид национализма, который утверждает что эфиопы являются единой нацией, и пропагандирует социальное равенство всех входящих в неё этнических групп. Эфиопский народ в целом, независимо от этнической принадлежности, образует единое государство и суверенитет. Эфиопский национализм является типом гражданского национализма, поскольку он многоэтничен по своей природе и пропагандирует мультикультурализм.
Противники эфиопского национализма, с другой стороны, утверждают, что на протяжении более столетия он был средством, с помощью которого предположительно правящая элита амхара проводила политику ассимиляции и консолидировала власть.

Исторический зелёно-желто-красный флаг Эфиопии.

Существуют различные точки зрения на определение и историю эфиопского национализма.

## История

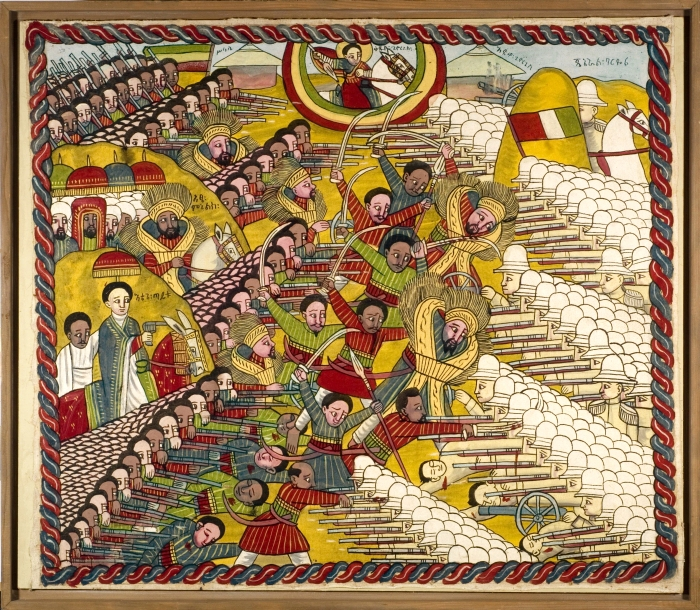
Картина, изображающая битву при Адуа 1896 года, в которой эфиопские войска одержали победу над вторгшимися итальянскими войсками. Победа почитается как пример отстаивания Эфиопией своей независимости против европейских колониальных держав и ежегодно отмечается в Эфиопии в День Победы в Адве.

Зарождение концепции эфиопской нации, сформированной эфиопскими националистами, началось с Аксумского царства в IV веке нашей эры Аксум был преимущественно христианским государством, которое на пике своего могущества контролировало северную часть Эфиопского нагорья, Эритрею и прибрежные районы Южной Аравии. Аксумское царство было ответственным за развитие религиозного движения, ставшего Эфиопской православной церковью Тевахедо. Однако распространение ислама в VII веке привело к упадку Аксумского царства. Большинство населения равнинных районов обратилось в ислам, в то время как жители горных районов остались христианами. Поскольку аксумский народ был разделен на христианских горцев и исламских низинных жителей, религиозные и племенные противоречия и соперничество между людьми усилились. Аксумское общество превратилось в свободную конфедерацию городов-государств, сохранивших язык аксума.
Созданием современной Эфиопии в основном руководили императоры Амхары Теодрос II из Гондара и Менелик II из Шевы. Теодрос правил с 1855 по 1868 год, его сменил Йоханнес IV, который был родом из Тыграя и был императором с 1869 по 1889 год. Ему удалось распространить свою власть на Эритрею. За Йоханнесом последовал Менелик, который правил с 1889 по 1913 год и отразил итальянское вторжение 1896 года.
Эфиопия, в отличие от остальной Африки, никогда не была колонизирована в ходе борьбы за Африку . Страна была принята в качестве первого независимого государства под африканским управлением в Лиге Наций в 1922 году. Эфиопия была оккупирована Италией после Второй итало-эфиопской войны, но была освобождена союзниками во время Второй мировой войны.
После Второй мировой войны Эфиопия аннексировала Эритрею. Однако этническая напряженность достигла пика между амхара и народами эритрейцев, оромо, сомалийцев и тиграев, каждый из которых сформировал сепаратистские движения, стремящиеся выйти из состава Эфиопии, находящейся под властью амхара. После свержения эфиопской монархии военной хунтой Дерга страна встала на сторону Советского Союза и Кубы после того, как Соединённые Штаты не поддержали её в военной борьбе с сомалийскими сепаратистами в регионе Огаден. После падения правительства PDRE в 1991 году Эритрея отделилась от Эфиопии.